# Максвелл Лорд
Максвелл Лорд IV (англ. Maxwell Lord IV) — суперзлодей, который появляется в американских комиксах издательства DC Comics. Персонаж был создан Китом Гиффеном, Дж. М. ДиМаттейсом и Кевином Магуайром и он впервые появился в Justice League #1 (май 1987). Изначально Максвелл Лорд был представлен как проницательный и влиятельный бизнесмен, который был союзником Лиги Справедливости и оказал влияние на формирование Интернациональной Лиги Справедливости, но позже стал противником Чудо-женщины и Лиги Справедливости.
Персонаж дебютировал в кино в фильме Расширенной вселенной DC 2020 года «Чудо-женщина 1984», где его роль исполнил Педро Паскаль. Новая версия персонажа в исполнении Шона Ганна появляется в фильме Вселенной DC (DCU) «Супермен» и втором сезоне телесериала «Миротворец» (оба вышли в 2025 году).

## Биография персонажа
Максвелл Лорд IV — сын Максвелла Лорда III, успешного бизнесмена и главы Chimtech Consortium. Максвелл III стремился быть хорошим примером для своего сына, стараясь всегда поступать правильно. Когда Максвеллу IV было 16 лет, он вернулся домой и обнаружил, что его отец покончил жизнь самоубийством. Его отец обнаружил, что его компания производит канцерогенный продукт, и не смог вынести чувства вины.
Муж убедил мать Лорда прибегнуть к аналогичной практике, уговаривая героических металюдей помочь Лорду. Таким образом, он стал инициатором планов по объединению Лиги Справедливости, оставшейся без лидера и разбитой после событий Кризиса на Бесконечных Землях, под своим исключительным контролем.

### Годы Гиффена и ДиМаттейса
Первоначально Лорд работал за кулисами над созданием Лиги справедливости, находясь под контролем компьютера, созданного Метроном. Компьютер хотел, чтобы Лорд создал всемирную миротворческую организацию в рамках своего плана по установлению мирового господства.

Лорд говорит с Марсианским Охотником о необходимости более сильной Лиги в Justice League America #40 (июль 1990). Художники — Адам Хьюз и Дж. М. ДиМаттейс.

Реткон заменил контролёра Лорда на злодейскую компьютерную программу Kilg%re, которая завладела машиной Метрона. Второй реткон ослабил влияние Kilg%re и Метрона, заявив, что у Лорда уже были планы по захвату Лиги и он бы следовал им, несмотря ни на что.
Безжалостность Лорда в то время проявилась, когда он выставил неуравновешенного потенциального террориста злодеем, которого Лига должна была победить, что привело к смерти этого человека. Позже Лорд восстал против влияния компьютера и уничтожил его.
Освободившись от влияния компьютера, Лорд изображается как аморальный бизнесмен, но не настоящий злодей. В то время, когда Гиффен и ДиМаттейс писали комиксы про Лигу справедливости, Лорд боролся со своей совестью и развивал в себе героические качества, хотя и оставался мошенником.

### ОтInvasion!доIdentity Crisis
Изначально Лорд был обычным человеком, но стал одним из многих людей на Земле, которые обрели сверхспособности во время кроссовера Invasion!, когда Доминаторы активировали свою Генную бомбу. Эта бомба активирует скрытый метаген Лорда, дающий ему возможность контролировать умы других людей, хотя и с большим трудом. Несмотря на то, что Лорд является метачеловеком, он никогда не идентифицирует себя как такового. Вместо этого, по настоянию своей матери действовать на благо не-металюдей, он переносит свою ненависть к типичным «представителям власти», которые стали причиной смерти его отца, на сообщество металюдей.
После того, как в начале кроссовера JLAmerica/JLEurope под названием Breakdowns, Убийца снов захватывает тело Лорда и увеличивает его силу, позволяя ему контролировать тысячи разумов одновременно. Используя тело Лорда, Убийца снов почти вынуждает Интернациональную Лигу Справедливости (ИЛС) распасться. В то время как одержимый Лорд заставляет членов ИЛС сражаться между собой, смертельно раненая Серебряная Колдунья удерживает Убийцу снов в своём сознании и, умирая, забирает его с собой. Когда Лорд освобождается, его сила иссякает.

Лорд размышляет о своем пребывании в Лиге в Justice League America #60 (март 1992). Художники — Кевин Магуйар и Дж. М. ДиМаттейс.

Позже у Лорда диагностируют опухоль мозга, и он умирает. Kilg%re загружает сознание Лорда в копию Лорда Хаоса, которую он изменяет, чтобы она напоминала человеческое тело Лорда.
Позже Думсдэй совершает аварийную посадку на Земле, легко побеждает Лигу и убивает Супермена. Когда Земля осталась незащищённой, Монгул вторгся в Кост-Сити и разрушил его, убив мать Лорда. Это событие ещё больше разжигает его ненависть и паранойю по отношению к металюдям, а также заставляет его поверить, что металюдям не только нельзя доверять, но и что их личных разборок достаточно, чтобы пошатнуть безопасность во всём мире.
Лорд объединяет нескольких бывших участников ИЛС, включая Л-Рона, Капитана Атома, Синего Жука (Теда Корда), Бустера Голда и Пламя, в качестве Супер-Приятелей, которых рекламируют как «героев, которых мог бы позвать обычный человек». Супер-Приятели сыграли главную роль в мини-серии 2003 года Formerly Known as the Justice League и его продолжении 2005 года I Can't Believe It's Not the Justice League.
В Identity Crisis (2004) Лорд посещает похороны Сью Дибни и беседует с Бустером Голдом, что ещё больше подрывает его и без того слабеющую веру в супергероев.

### Infinite Crisis

Лорд убивает Теда Корда в DC Countdown #1 (май 2005); художник — Фил Хименес.

В Countdown to Infinite Crisis раскрывается, что Лорд больше не киборг, а криминальный авторитет, который годами руководил ИЛС, собирая конфиденциальную информацию о мировых супергероях, которых он считал угрозой для планеты. Одновременно он саботировал усилия ИЛС, чтобы сделать команду супергероев как можно более неэффективной. В конце специального выпуска-пролога он стреляет и убивает Теда Корда.
Александр Лютор-младший, сын Лекса Лютора с альтернативной Земли, передаёт Лорду контроль над Brother Eye, спутниковой системой, созданной Бэтменом для наблюдения за сверхлюдьми по всему миру. Лорд использует Brother Eye, чтобы создать армию OMAC в попытке уничтожить всех сверхлюдей, пока его не убивает Чудо-женщина, свернув ему шею.

Чудо-женщина, по-видимому, убивает Лорда в Infinite Crisis #1 (дек. 2005); художник — Фил Хименес.

На панели «Crisis Counseling» на Wizard World Chicago Дэн ДиДио объяснил, почему DC решили использовать персонажа Лорда в Infinite Crisis. После рассмотрения нескольких возможных персонажей, которые могли бы стать «новым лидером ответвления „Шах и мата“», был предложен Максвелл Лорд. Многие редакторы сочли, что эта идея была логичной, поскольку было показано, что у Лорда есть склонность к подлости и что он уже убивал ранее. Идея была отвергнута из-за ошибок в сюжете, таких как то, что он был киборгом, но позже они вернулись к ней, решив, что ни один из других возможных персонажей не подходит. Дидио объяснил: «Мы ещё немного поразмыслили над этим аспектом истории [где Максвелл был превращён в киборга]. А затем задались вопросом: „Кто-нибудь читал это?“ Нет. „Кому-нибудь понравилась эта идея?“ Нет. Поэтому мы продвигались вперёд, считая Макса человеком и то, что он был человеком, и не позволяя этой маленькой частичке прошлого встать на пути этой истории. Мы хотели то, что было бы лучше для Countdown [to Infinite Crisis], и для нас, и это означало, что Макс должен был быть человеком».
В Blackest Night и Brightest Day Максвелл Лорд воскресает в качестве Чёрного Фонаря, а затем Жизненная Сущность полностью воскресила его. В сюжетном перезапуске The New 52 Лорд изображён как лидер Проекта Кадмус.

## Силы и способности
Максвелл Лорд — метачеловек, который может контролировать умы других людей и заставлять их действовать в соответствии со своими подсознательными желаниями. В своём первоначальном изображении он родился человеком, и его мета-ген был активирован Генной бомбой Доминаторов, но позже он был изображён так, что он родился метачеловеком.

## Другие версии
- Максвелл Ходж, слияние Максвелла Лорда и персонажа Marvel Comics Кэмерона Ходжа, появляется во вселенной Amalgam Comics.
- Вариант Максвелла Лорда из альтернативной вселенной появляется в Justice Riders. Эта версия является железнодорожным бароном 19-го века.[20]
- Вариант Максвелла Лорда из альтернативной вселенной появляется в Wonder Woman: Earth One в качестве маскировки, используемой Аресом.[21]

## Вне комиксов

### Телевидение
- Максвелл Лорд появляется в эпизоде «Ультиматум» сериала «Лига справедливости: Без границ», где его озвучивает Тим Мэтисон.[22] Эта версия является членом Проекта Кадмус и менеджером Ультименов, команды генетически модифицированных супергероев, которые действуют независимо от Лиги Справедливости.
- Максвелл Лорд появляется в девятом сезоне телесериала «Тайны Смолвиля», где его роль исполняет Гил Беллоуз.[23] Эта версия является Чёрным королём Шах и мата.
- Максвелл Лорд появляется в первом сезоне телесериала «Супергёрл», где его роль исполняет Питер Фачинелли. Эта версия является основателем Lord Technologies, который обладает комплексом Бога и является сыном учёных, которые погибли из-за небезопасных условий, из-за чего он не доверяет правительственным учреждениям.[24] Стремясь раскрыть личность Супергёрл, он использует её ДНК, чтобы превратить находящуюся в коме девушку в её Бизарро-версию, чтобы подставить и убить настоящую. Однако Супергёрл и Алекс Дэнверс побеждают клона, в то время как Лорда арестовывает Департамент Экстранормальных Операций (ДЭО),[25] хотя позже его освобождают в обмен на помощь в освобождении Супергерл от воздействия Чёрного Милосердия. После этого он создаёт синтетическую форму криптонита, чтобы вылечить Супергёрл после того, как она подверглась воздействию красного криптонита, который он создал, чтобы остановить надвигающееся вторжение Нона, прежде чем тайно передать часть криптонита генералу Лейну.
- Максвелл Лорд появляется в эпизоде «#WorldsFinest» мультсериала «DC девчонки-супергерои», где его озвучивает П. Дж. Бёрн. Эта версия является специалистом по связям с общественностью.

### Кино
- Максвелл Лорд должен был появиться в фильме «Лига справедливости: Смертный» в исполнении Джея Барушеля. Эта версия персонажа по имени Джона Уилкс была похищена в детстве и наделена экстрасенсорными способностями правительством США в рамках проекта OMAC.[26]
- Максвелл «Макс» Лорд (урожд. Лоренцано) появляется в фильме «Чудо-женщина 1984», где его во взрослом возрасте играет Педро Паскаль, в детском возрасте — Ламбро Деметриу, а в подростковом возрасте — Джон Барри.[27] Эта версия выросла в бедности и подвергалась жестокому обращению со стороны своего отца, Альберто Лоренцано. Над ним издевались хулиганы, и он сосредоточился на создании имиджа и громких обещаниях. К 1984 году он стал начинающим бизнесменом, владельцем компании Black Gold и отцом сына по имени Алистер (актёр — Лусиан Перес). В поисках Камня грёз, артефакта, созданного Герцогом обмана, который исполняет одно желание пользователя, но при этом взымает большую плату, если только он не откажется от своего желания или не уничтожит камень, он манипулирует Барбарой Энн Минервой, заставляя её помочь ему приобрести камень, и наделяет себя силой камня, чтобы спасти свою терпящую крах компанию и исполнять желания других в обмен на всё, что он пожелает. Со временем он быстро приходит к власти и становится влиятельной фигурой, неосознанно сея международный хаос и причиняя себе психические и физические страдания. После того, как он узнал о спутниковой системе, он использует её, чтобы исполнять желания по всему миру и восстановить своё здоровье. После этого ему противостоит Чудо-женщина, которая в конце концов убеждает его отказаться от своего первоначального желания. Лорд смиряется со своими недостатками и воссоединяется с Алистером, обещая быть ему лучшим отцом.

### Вселенная DC
Максвелл Лорд появляется в проектах, действие которых происходит во Вселенной DC, и его роль исполняет Шон Ганн. Эта версия является генеральным директором LordTech и спонсором Банды справедливости.
- Лорд появляется в эпизодической роли в фильме «Супермен».[29]
- Лорд появится во втором сезоне телесериала «Миротворец».[30]

### Видеоигры
Максвелл Лорд появляется в качестве вызываемого персонажа в Scribblenauts Unmasked: A DC Comics Adventure.